# 泉口镇 (门源县)
泉口镇，是中华人民共和国青海省海北藏族自治州门源回族自治县下辖的一个乡镇级行政单位。

## 行政区划
泉口镇下辖以下地区：
旱台村、东沙河村、大庄村、花崖村、黄田村、西沙河村、牙合村、腰巴村、大湾村、多麻滩村、俄堡沟村、后沟村、黄树湾村、泉沟台村、沈家湾村、西河坝村、窑洞庄村和中滩村。